# Lacipa
Lacipa is een geslacht van vlinders van de familie spinneruilen (Erebidae).

## Soorten
- L. albula Fawcett, 1918
- L. argyroleuca Hampson, 1910
- L. bizonoides Butler, 1893
- L. compta Collenette, 1952
- L. croceigramma Hampson, 1910
- L. distantii Dewitz, 1881
- L. elgonensis Collenette, 1952
- L. exetastes Collenette, 1952
- L. exetates Collenette, 1952
- L. flavitincta Hampson, 1910
- L. florida (Swinhoe, 1903)
- L. floridula (Hering, 1926)
- L. gemmata Distant, 1897
- L. gemmatula Hering, 1926
- L. gracilis Hopffer, 1857
- L. heterosticta Hampson, 1910
- L. impuncta Butler, 1898
- L. jefferyi (Collenette, 1931)
- L. kottleri Kühne, 2010
- L. megalocera Collenette, 1952
- L. melanosticta Hampson, 1910
- L. neavei Collenette, 1952
- L. nobilis (Herrich-Schäffer, 1855)
- L. ostra (Swinhoe, 1903)
- L. picta (Boisduval, 1847)
- L. pseudolacipa Hering, 1926
- L. pulverea Distant, 1898
- L. quadripunctata Dewitz, 1881
- L. rivularis Gaede, 1916
- L. robusta Hering, 1926
- L. sarcistis Hampson, 1905
- L. sarcistoides Hering, 1926
- L. sexpunctata Distant, 1897
- L. subpunctata Bethune-Baker, 1911
- L. sundara (Swinhoe, 1903)
- L. tau Collenette, 1931
- L. xuthoma Collenette, 1936